# Ansar
Ansar (Arabic:الأنصار) é um termo islâmico que literalmente significa "ajudante" e designa os cidadãos de Medina que ajudaram Maomé e os Muhajirun na chegada à cidade após a migração para Medina. Eles pertenciam a duas tribos principais, Banu Cazeraje e Banu Aus.

## Lista
Os seguintes Ansari são conhecidos pelo nome:

### Banu Cazeraje
- Abedalá ibne Ubai, chefe[1]
- Sade ibne Ubadá, chefe[2]
- Haçane ibne Tabite
- Ubai ibne Cabe
- Albara ibne Maleque
- Hababe ibne Mundir
- Anas ibne Maleque[3]
- Albara ibne Maleque[3]
- Abaiube Alançari[4]

### Banu Aus
- Sade ibne Muade, chefe[5]
- Baxir ibne Sade

### Sem categoria
- Abu Maçude Alançari[6]
- Asim ibne Tabite[7]
- Anre ibne Maimune[8]
- Zaíde ibne Tabite[9]
- Jabir ibne Abedalá[4]
- Sal ibne Sade[4]
- Otomão ibne Hunaife[10]
- Hudaifá ibne Iamane[11]
- Cuzaima ibne Tabite[10][10][11][12]
- Abul Hatama ibne Tiane[10][11]
- Sal ibne Hunaife[10][11]
- Faruá ibne Anre ibne Uadcá Alançari[12]